# Moneasa
Moneasa is een Roemeense gemeente in het district Arad.
Moneasa telt 1028 inwoners.